# Зен монаси
Зен монаси су чланови монашког реда који су свој живот посветили изучавању зен будизма. Зен припада махајана школи будизма и заступљен је највише у Кини, Јапану, Кореји и другим источноазијским земљама. Монаси живе у манастирима распрострањеним у овим државама. 

## Дворана за медитацију
Зендо је дворана за медитацију. То је место где се обучавају монаси. Простор који је додељен сваком монаху је један татами, на коме он седи, медитира и спава. Постељину чини само један покривач, било да је лето или зима. Имају мало личне својине. Жеља за поседовањем се у будизму сматра за једну од најгорих страсти којима су смртници склони. На идеал да се иметак монаха може ставити у малу кутију се може видети као протест. У свету у коме жеља за моћ и богатство узрокују сукобе и ратове међу класама и народима они одлазе у другу крајност и лишају се импулса за поседовањем.

## Mонашки живот
Чувену изреку: „Дан без посла је дан без оброка’’ је рекао учитељ зена Хјакуђо. Када су његови следбеници хтели да му забране да ради зато сто је био превише стар, он је одбио да једе. Рад је главни елемент у животу монаха. Они чисте, кувају, обрађују земљу или одлазе у прошњу. Не избегавају ни тешке ни понижавајуће послове. Мишићна активност је добар лек за отупљеност ума која може да настане приликом медитације. Такође, тело и ум тако делују у складу. Сматра се да је одвојеност ума и тела је једино идејна, они они су заправо једна целина.

### Исхрана
Монаси не практикују аскетизам. Главни оброк је око 10 ујутру, тада једу пиринач и супе од поврћа или туршије. Послеподне једу оно што је остало од главног јела. Док једу преовлада потпуна тишуна. Сваки монах поједе онолико колико му се сипа и на крају свако опере своје чиније.

### Образовање
Монаси не добијају никакво формално образовање и основно начело зена је : „учити кроз делање’’ . У монашком животу постоји период који је искључиво одређен за менталну дисциплину, када нису спутавани мануелним послом. Тај период је познат као сешшин. Одржава се неколико пута годишње и сваки пут траје недељу дана. Сваког дана током сешшина се одржава „предавање’’. Користе се књиге као што су Хекиганшу (збирка коана са коментарима и објашњењима), Ринзаироку (збирка проповеда оснивача ринзаи школе) или Мумонкан ( једноставнија књига са коанима). За време сешшина монаси морају 4-5 пута дневно да посете учитеља и представе своје схватање коана које он критички оцењује. То се назива санзен. 
Да би постао мајстор монаху разумевање истине зена није довољно. Он мора да прође кроз период познат као „ дуго сазревање материце’’. Тада се његова интелектуална постигнућа стављају на пробу у стварном свету. Многи велики учитељи зена су у овај период провели у осамљеништву, али сврха овога није био аскетизам, кога се зен будизам гнуша, већ сазревање монаховог моралног карактера. 

## Зазен
Зазен или дхјана је седење са прекрштеним ногама у миру и дубокој контемплацији. To јe методична обука ума, чија је сврха сазревање за стање саторија . Ова пракса је настала у Индији и раширила се читавим Истоком. Зазен са коаном се сматра за најосновнији облик зена. За време зазена треба да се седи са прекрстеним ногама, исправљеном али, не напетом кичмом. Руке треба да се налазе испред стомака у положају једноставне мудре. Мудра је положај руку који за време медитације треба да стимулише одређени део тела или ума. Неке од најпознатијих су чин мудра и дхјана мудра.
На почетку дхјана је била један од три дисциплине:
- сила ( морална порука),
- прађња ( мудрост )
- дхјана ( контемплација )

Од Будиста се очекивало да их негују подједнако, али временом су људи почели да истичу једну особину више од осталих. Из тог разлога следбеници зена се сматрају практичарима дхјане, али је практикују на јединствен начин, у односу на остале Будисте. Реч дхјана у слободном преводу значи ; одржавати мисли сабраним, не дозволити им да одлутају са праве стазе. Да би у томе успели Будисти регулишу исхрану, не спавају превише, седе усправно али у пријатном положају и контролишу дисање. 

### Коан
Коан дословн значи „јавни документ’’. Данас то је анегдота, изјава или питање који се користе као средство за отварање човеког ума за истину зена. Учитељи су смислили начин да упознају своје ученике са саторијем. Раније зен мајстори су били самоуки, напредовали су из унутрашњег порива.
Када је шестог патријарха монах Мјо питао шта је зен, он је рекао: „Када твој ум не обитава у дуализму добра и зла, које је твоје изворно лице пре рођења?’’ Ово је један од првих коана који је постављан зрелим ученицима. Монаху је речено да се рукује са својим унутрашњим сопством. Када му је патријарх поставио ово питање, Мјо је већ био на ивици да проникне у истину зена. Патријарх је то увидео и дао му је дао финалну помоћ. Када се ово питање постави новајлији, он не може да сазна истину зена, али се његов ум пробуди за чињеницу да неке идеје које је сматрао за општеприхваћене чињенице или за логичку немогућност можда нису исправне. Коан се данас тако користи, као покретач на путу сазнања зена. 
За време дискусије са учитељем, што се назива санзен, нормално је да се дође до ћорсокака. Он је заправо почетна тачка у изучавању зена. Када се дође до те тачке, сматра се да су коани постигли пола свог циља.
Док нису постојали коани, зен је можда био природнији и чистији, али је само неколицина одабраних могла да допре до његовог духа. Они би након много година медитације успели да усаврше зен. Данас су такви примери веома ретки. Да би се одржала виталност зена било је неопходно наћи начин да се он направи приступачнијим. Зато се развио систем коана. Иако зен никада неће постати раширен као хришћанство, он се већ вековима одржава, највероватње захваљујући њему коанима.
Сматра се да постоји око 1700 коана. Али за практичну употребу човеку је довољно десет, пет или само један да отвори ум за врховну истину зена. Проблем је што су људи склони да сматрају коане најважнијим у проучавању зена. Тиме заборављају шта је његов прави циљ, откривање човекове истине.